# Jeff Cronenweth
Jeff Cronenweth est un directeur de la photographie américain né le 14 janvier 1962 à Los Angeles. C'est le fils de Jordan Cronenweth.

## Filmographie sélective
- 1996 : Frame by Frame de Tim Cronenweth
- 1999 : Fight Club de David Fincher
- 2002 : Photo Obsession (One Hour Photo) de Mark Romanek
- 2002 : K-19 : Le Piège des profondeurs (K-19: The Widowmaker) de Kathryn Bigelow
- 2003 : Bye Bye Love (Down with Love) de Peyton Reed
- 2010 : The Social Network de David Fincher
- 2011 : Millénium : Les Hommes qui n'aimaient pas les femmes (The Girl with the Dragon Tattoo) de David Fincher
- 2013 : Hitchcock de Sacha Gervasi
- 2014 : Gone Girl de David Fincher
- 2018 : A Million Little Pieces de Sam Taylor-Johnson
- 2021 : Being the Ricardos d'Aaron Sorkin
- 2025 : Tron: Ares de Joachim Rønning